# Hydrodendron negligens
Hydrodendron negligens is een hydroïdpoliep uit de familie Haleciidae. De poliep komt uit het geslacht Hydrodendron. Hydrodendron negligens werd in 1938 voor het eerst wetenschappelijk beschreven door Fraser. 